# Grabova, Bârzula
Grabova (în ucraineană Грабове, transliterat: Hrabove) este un sat în comuna Codâma din raionul Bârzula, regiunea Odesa, Ucraina.

## Demografie
Componența lingvistică a localității Grabova
     Ucraineană (97,45%)
     Rusă (1,39%)
     Română (1,01%)
     Alte limbi (0,16%)
Conform recensământului din 2001, majoritatea populației localității Grabova era vorbitoare de ucraineană (97,45%), existând în minoritate și vorbitori de rusă (1,39%) și română (1,01%).